# Samantha Mazer
Samantha Mazer (1985) is een Amerikaans triatlete. Ze won in 2016 de Ironman Los Cabos in Mexico. Ze komt uit voor Team Timex.

## Privé
Mazer heeft Canadese ouders, haar vader verhuisde voor zijn werk naar Nashville. 
Van haar zesde tot haar vijftiende deed ze aan wedstrijdzwemmen, maar ging tijdens haar highschool-jaren aan atletiek doen. Op haar veertiende had ze al enkele triatlons gedaan.
Ze studeerde af aan de rechtenacademie, en werkt als openbaar verdediger. 

## Belangrijkste prestaties

### Triatlon
- 2012: 20e Ironman Mexico
- 2016:  Ironman Los Cabos